# 4e cérémonie des Victoires de la musique
 (avril 2025).
Si vous disposez d'ouvrages ou d'articles de référence ou si vous connaissez des sites web de qualité traitant du thème abordé ici, merci de compléter l'article en donnant les références utiles à sa vérifiabilité et en les liant à la section « Notes et références ».
La 4e cérémonie des Victoires de la musique a lieu le 19 novembre 1988 au Zénith de Paris. Elle est présentée par Patrick Sabatier et retransmise sur TF1.

## Palmarès
Les gagnants sont indiqués ci-dessous en tête de chaque catégorie et en caractères gras.

### Artiste interprète masculin

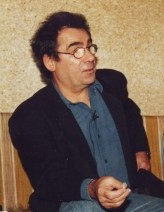
Claude Nougaro, artiste masculin.

- Claude Nougaro
  - Jean-Jacques Goldman
  - Michel Jonasz

### Artiste interprète féminine

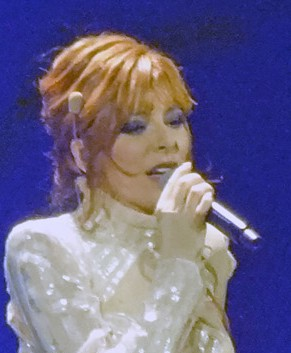
Mylène Farmer, artiste féminine.

- Mylène Farmer
  - France Gall
  - Guesch Patti

### Groupe

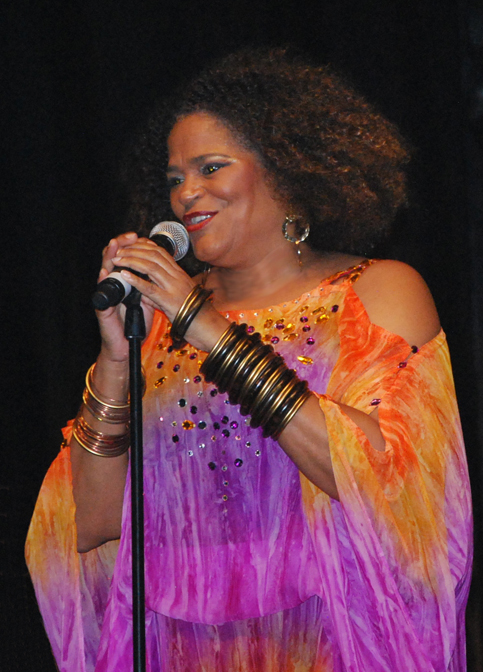
Kassav, groupe.

- Kassav
  - Animo
  - Gipsy Kings

### Révélation masculine

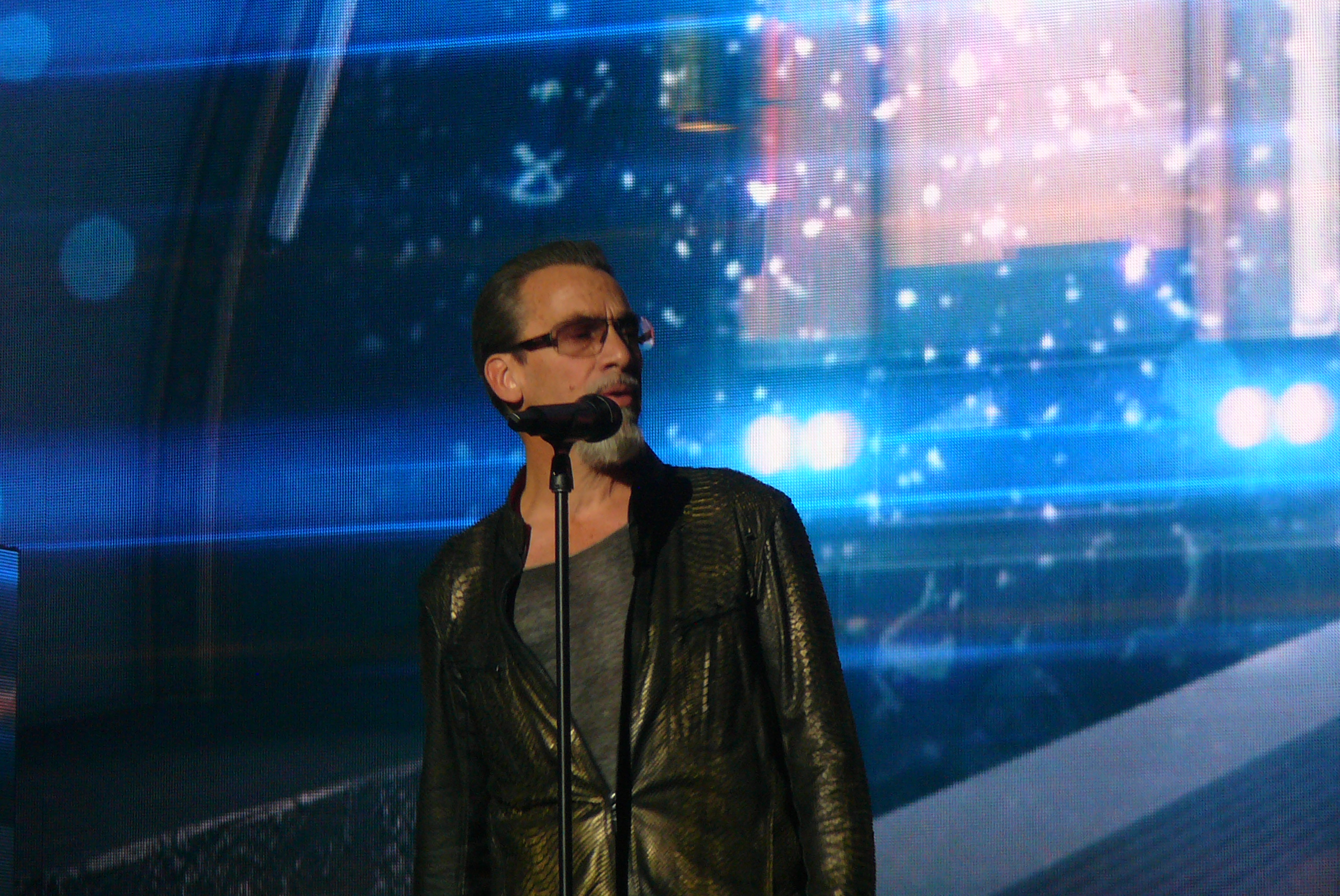
Florent Pagny, révélation masculine.

- Florent Pagny
  - David Koven
  - Jean-Louis Murat

### Révélation féminine

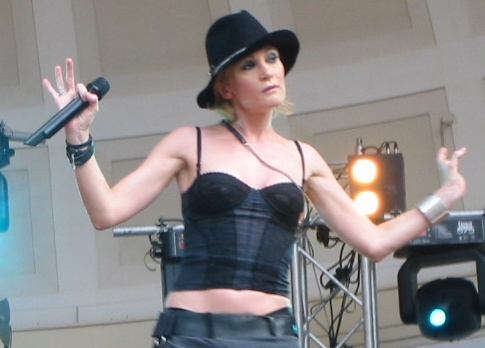
Patricia Kaas, révélation féminine.

- Patricia Kaas
  - Elsa
  - Vanessa Paradis

### Album
- Nougayork de Claude Nougaro
  - Johnny à Bercy de Johnny Hallyday
  - La Fabuleuse Histoire de Mister Swing de Michel Jonasz

### Chanson
- Né quelque part de Maxime Le Forestier (paroles : Maxime Le Forestier -  musique : Jean-Pierre Sabar)
  - Évidemment de France Gall (paroles et musique : Michel Berger)
  - Nougayork de Claude Nougaro (paroles : Claude Nougaro - musique : Philippe Saisse)

### Spectacle musical
- Michel Jonasz pour La Fabuleuse Histoire de Mr Swing (Production : CWP)
  - Raymond Devos pour Et le spectacle continue (Production : Jean-Michel Rouzière)
  - Starmania de Michel Berger et Luc Plamondon (Production : Spectacles Camus Coullier / Hachette Première et Cie /Disques Apache)

### Album de la communauté francophone
- Akwaba Beach de Mory Kanté (Guinée)
  - Silence de Stephan Eicher (Suisse)
  - Olympia 87 de Daniel Lavoie (Canada)

### Compositeur de musique de film
- Éric Serra pour Le Grand Bleu
  - Georges Delerue pour Chouans !
  - Francis Lai pour Les Yeux noirs
  - Michel Portal pour Yeelen

### Vidéo musique
- Là-bas de Jean-Jacques Goldman et Sirima, réalisé par Bernard Schmitt
  - Jack de Bertignac et les Visiteurs, réalisé par Costa Kekemenis
  - Sans contrefaçon de Mylène Farmer, réalisé par Laurent Boutonnat

### Artiste qui s’exporte le mieux à l’étranger
- France Gall

## Artistes à nominations multiples
- Michel Jonasz (3)
- Claude Nougaro (3)
- Michel Berger (2)
- Mylène Farmer (2)
- France Gall (2)
- Jean-Jacques Goldman (2)

## Artiste à récompenses multiples
- Claude Nougaro (2)[1]